# Internationales Studentenhaus Innsbruck

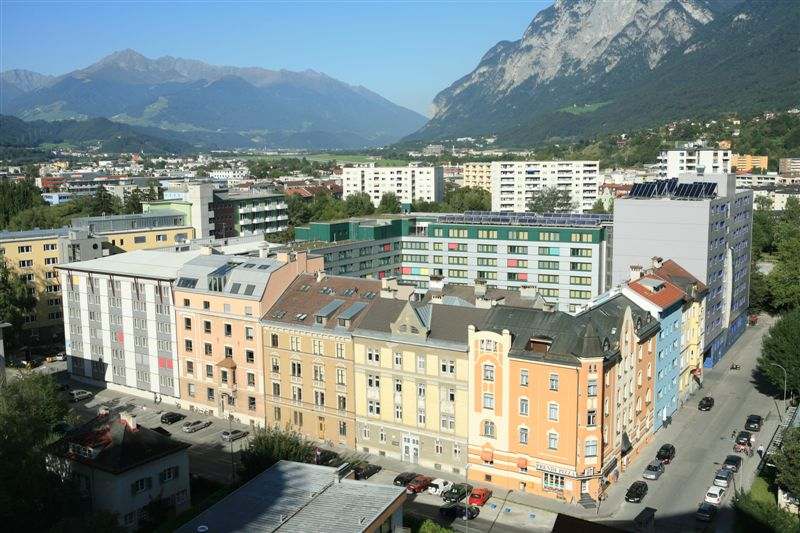
Überblick der Gebäude des ISH

Das Internationale Studentenhaus (in's, ehemals ISH) ist ein Studentenwohnheim in Innsbruck, der Landeshauptstadt des Bundeslandes Tirol in Österreich. Die gemeinnützige Gesellschaft Internationales Studentenhaus, Erbauer und jetziger Eigentümer wurde am 15. Februar 1952 gegründet und das Haus 1958 eröffnet. Im Jahr 2024 erfolgte eine Umbenennung des ISH in in's.
Das ISH liegt im Stadtzentrum von Innsbruck und bietet Platz für 714 Studierende.

## Geschichte

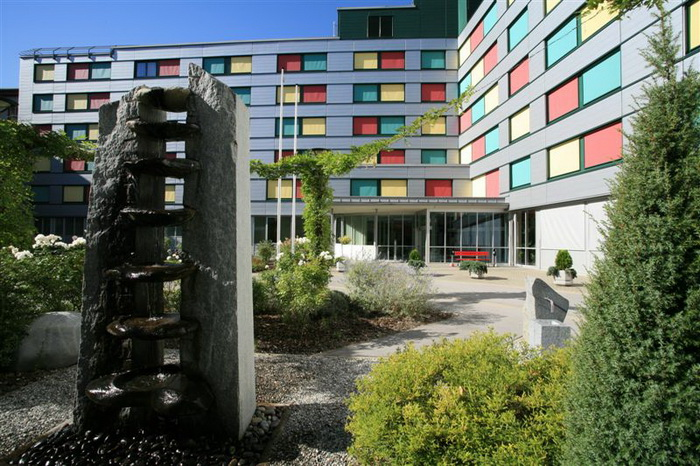
Innenhof

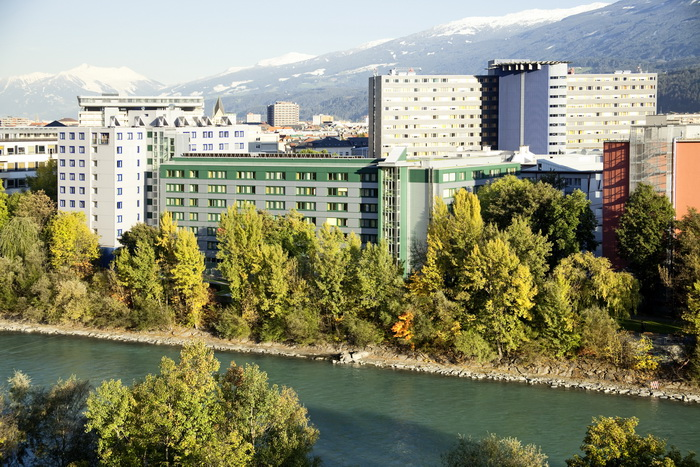
ISH vom Innufer aus

In den 1930er Jahren herrschte in Innsbruck ein Mangel an Wohnungen für Studenten, da immer mehr junge Leute an der Leopold-Franzens-Universität studierten. Das bestehende Studentenheim neben der Universität entsprach nicht mehr den Anforderungen, war mit 100 Betten zu klein und bot keinerlei Nebenräumlichkeiten. Bereits 1931 hatte Rektor August Haffner auf diese Problematik hingewiesen: „Das Studentenheim der Universität ist nur ein durchaus provisorischer Fachwerkbau, dessen Lebensdauer auf nicht mehr als noch ein Jahrzehnt angesetzt werden darf“.
Die Pläne für den Neubau eines Studentenheims konnten vor dem Zweiten Weltkrieg nicht mehr umgesetzt werden. Aufgrund der kriegsbedingten Zerstörungen nahm die Wohnungsnot weiter zu, da sich Innsbruck in der zweiten Hälfte der 1940er Jahre zu einer bedeutenden Universitätsstadt entwickelte, die mehr und mehr junge Leute aus dem In- und Ausland anzog. Zudem wurde die Stadt bei Touristen immer beliebter, sodass freie Zimmer bevorzugt an zahlungskräftige Reisende vermietet wurden.
Schon die Universitätsrektoren Hugo Rahner und Gustav Sauser bemühten sich um die Linderung der Wohnungsnot, doch erst ihr Nachfolger Rektor Eduard Reut-Nicolussi konnte die Pläne verwirklichen. Am 15. Februar 1952 wurde die Gesellschaft Internationales Studentenhaus gegründet und im Juli desselben Jahres mit Bescheid des Amtes der Tiroler Landesregierung als gemeinnütziges Wohnungsunternehmen anerkannt.
Bis zum Jahr 1955 konnte die Gesellschaft das notwendige Kapital für die Errichtung des ersten Traktes aufbringen. Die Umsetzung auf dem Grundstück zwischen Universität und Blasius-Hueber-Straße konnte jedoch nicht wie geplant erfolgen, da die Landesbaudirektion die Baugenehmigung zugunsten künftiger Erweiterungsbauten der Universität Innsbruck verweigerte. Schließlich wurde der Standort Rechengasse ausgewählt. Die Arbeiten für das sechs Stockwerke hohe Gebäude gestalteten sich schwierig, da der Untergrund wenig tragfähig war und aus der Lehm- und Schlammschicht Reste eines Treibgutrechens des Inns aus der Zeit der Holztransporte entfernt werden mussten.
1958 bezogen die ersten Studierenden ihr Quartier im ISH. In den folgenden Semestern mussten bis zu 1.000 Antragsteller abgewiesen werden, weshalb bereits 1959 Pläne für ein weiteres Bauvorhaben entstanden, die ab 1961 unter großem Zeitdruck umgesetzt wurden. Im Dezember 1963 konnte der Gesamtbau des ISH für 468 Studierende eingeweiht und nicht zuletzt dank der finanziellen Unterstützung von Max Kade, einem deutschstämmigen US-Industriellen des pharmazeutisch-chemischen Bereichs und internationalem Förderer der Wissenschaft, schuldenfrei übergeben werden.
Anfang der 1970er Jahre erfolgte eine neuerliche Erweiterung des ISH, wobei ein Nachbargebäude abgerissen wurde. In den Jahren 1986 bis 1996 wurden alle vier Gebäude mit Kabelfernsehen und Telefonanlage ausgestattet.
Nach jahrzehntelanger intensiver Nutzung der Gebäude und angesichts der geänderten Ansprüche der Studierenden an ihre Unterkunft, beschloss der Aufsichtsrat im Jahre 1996 eine umfassende Generalsanierung. Ab 1998 wurden zwei Trakte rundum erneuert, der älteste Gebäudeteil neu errichtet und der vierte Trakt saniert. In vier Jahren Bauzeit, von Herbst 1998 bis Sommer 2002, konnten insgesamt 400 Wohnplätze saniert und 280 neu geschaffen werden.

### Ergänzende Nutzung

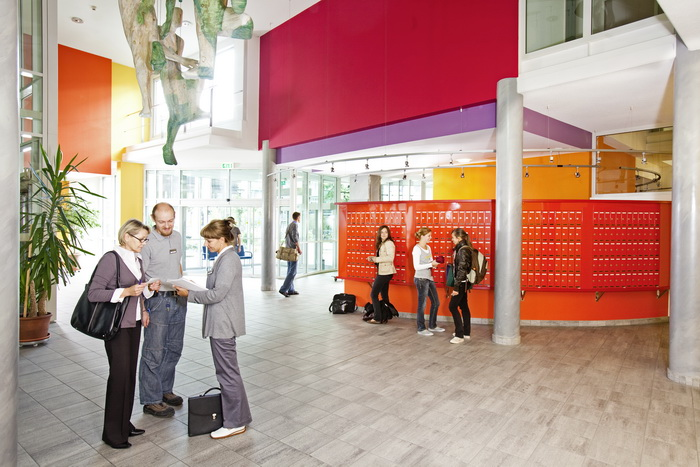
Eingangsbereich

Bis zu seiner Generalsanierung im Jahre 1998 wurde das ISH zeitweise auch für andere Zwecke genutzt. Das erhöhte den Bekanntheitsgrad und trug zur Finanzierung der Bauvorhaben bei. Diese Nutzungen waren:
- Pressehotel der Olympischen Winterspiele 1964 und 1976: Vor allem die Nutzung des Hauses als Pressehotel der Olympischen Winterspiele Innsbruck 1964 und 1976 leistete einen großen Beitrag zur Finanzierung diverser Bauvorhaben. 450 internationale Journalisten berichteten aus dem umfunktionierten Studentenhaus über die olympischen Ereignisse.
- Sommerhotel von den 1960er Jahren bis 1999: Vom Beginn der 1960er Jahre an bis in die Startphase der Generalsanierung hinein vermietete das ISH während der Sommersemesterferien seine Zimmer über Verkehrs- und Reisebüros und in Zusammenarbeit mit der lokalen Hotellerie. Das Haus wurde als Hotel Garni für Einzel- und Gruppenreisende geführt und war mit zweieinhalb Sternen des Österreichischen Fachverbandes der Beherbergungsbetriebe bewertet.
- Mustermessen von Schuherzeugern in den 1980er Jahren: Anfang der 1980er Jahre fanden im ISH jährlich Mustermessen von Schuhfabrikanten statt, in deren Rahmen Produzenten aus Österreich, Deutschland und Italien zeitgleich mit der Innsbrucker Herbstmesse ihre Kollektionen präsentierten.

## Organisation
Träger des ISH ist die Internationales Studentenhaus gemeinnützige GmbH. Gesellschafter sind die Republik Österreich mit einem Viertel der Anteile und das Land Tirol, die Stadt Innsbruck, das Land Vorarlberg, die Wirtschaftskammer Tirol, das Land Salzburg und das Land Oberösterreich, die je ein Achtel der Anteile halten. Weiterer Gesellschafter ist der Verein Deutscher Freundeskreis der Universitäten in Innsbruck mit Sitz in München, der zwar nur einen Anteil von einem Tausendstel besitzt, aber ein wichtiger ideeller und materieller Förderer des ISH ist.

### Förderer
In der Aufbau- und Erweiterungsphase der 1960er Jahre wandte sich der damalige Geschäftsführer des ISH, Karl Ilg, an zahlreiche Institutionen und Privatpersonen mit der Bitte um finanzielle Unterstützung. Als einziger Privatmann spendete der in New York lebende Schwabe Max Kade dem ISH von 2,5 Mio. Schilling (rund € 180.000), aus seiner 1944 gegründeten Max-Kade-Foundation. Diese war gegründet, um für die geistige Entwicklung der studierenden Jugend und für das Verständnis unter den Völkern zu sorgen. Die Max-Kade-Stiftung unterstützt das ISH bis heute.
Der Industrielle Consul Hanns Bisegger aus Bielefeld hinterließ dem ISH 1985 in einer testamentarischen Schenkung mehrere Immobilien: acht Garconnieren in der Rechengasse 3, sieben Garconnieren in der Hormayrstraße 12 und acht Autoabstellplätze. Diese Immobilien wurden in das Konzept der Weiterentwicklung des ISH integriert und sind seitdem Bestandteil des ISH.

### Kooperationen
Seit 1976 besteht zwischen der University of New Orleans und dem ISH eine enge Verbindung. Gordon Mueller, Gründer der UNO-Innsbruck-Partnerschaft, wollte Innsbruck als Veranstaltungsort für eine Sommerschule der Universität von New Orleans gewinnen. Mueller hatte die Stadt in seiner Studienzeit als Pressebeauftragter für IBM Austria bei den Olympischen Winterspielen 1964 kennengelernt und betrachtete Innsbruck als idealen Stützpunkt für die erste Summer School einer amerikanischen Universität in Europa. Bis zu seiner Generalsanierung beherbergte das ISH in 25 Jahren mehr als 7.000 Studierende des Programms UNO-Innsbruck Academic Year Abroad (AYA) University of New Orleans in Innsbruck Austria. Im Winter und im Sommer des akademischen Jahres absolvieren Studierende der Universität von New Orleans ein Auslandssemester in Innsbruck und wohnen während dieser Zeit im ISH.
Das ISH beherbergte weiters Summer Schools folgender amerikanischer Universitäten:
- Saint Mary’s Business (Südstaaten)
- Saint Mary’s Law (Südstaaten)
- University of Wisconsin
- University of Stetson

## Kritik & Kontroversen
Das Internationale Studentenhaus stand wiederholt in der Kritik von Studierenden und der Österreichischen Hochschülerschaft (ÖH) Innsbruck. Hauptkritikpunkte waren die Wohnqualität, restriktive Regeln, das Verwaltungshandeln und häufige als ungerecht empfundene Kautionseinbehaltungen.
Laut einer ÖH-Umfrage aus dem Februar 2025 gehörte das in’s zu den am schlechtesten bewerteten Studierendenheimen Innsbrucks. Bewohner bemängelten Infrastrukturprobleme wie schlechtes Internet, unzureichende Heizleistung sowie Mängel bei der Wasserversorgung. Zudem kritisierten sie restriktive Hausregeln, hohe Gebühren für Übernachtungsgäste und eine aus ihrer Sicht übermäßige Kontrolle durch die Heimleitung, etwa durch Zimmerüberprüfungen im Zuge von Reinigungen.
Die ÖH berichtete von wiederkehrenden Beschwerden seitens der Studenten. Weiters sei das in's unter Studierenden als „Studentenhäfn“ verschrien. Die Heimleitung wies die Vorwürfe zurück und betonte die Notwendigkeit klarer Regeln zur Sicherheit und zum Betriebsablauf.